# Andrea Giovannini
Andrea Giovannini (* 27. srpna 1993 Trento) je italský rychlobruslař.
Od roku 2010 závodil ve Světovém poháru juniorů a na juniorských světových šampionátech. V seniorském Světovém poháru se poprvé představil v roce 2013. Zúčastnil se Zimních olympijských her 2014 (5000 m – 17. místo). Na evropských vícebojařských šampionátech dosáhl nejlépe pátého místa v roce 2016, na MS ve víceboji byl nejlépe šestý v letech 2016 a 2017. Na ME 2018 získal stříbrnou medaili v závodě s hromadným startem. Startoval také na Zimních olympijských hrách 2018, kde v závodě na 5000 m skončil na 20. místě, na trati 1500 m se umístil na 27. příčce, ve stíhacím závodě družstev byl šestý a v závodě s hromadným startem skončil na 12. místě. Na Mistrovství Evropy 2022 získal bronzovou medaili ve stíhacím závodě družstev. Startoval na ZOH 2022 (5000 m – 20. místo, hromadný start – 11. místo, stíhací závod družstev – 7. místo).